# Liuva I
Liuva dei Visigoti, Liuva anche in spagnolo, in catalano e in portoghese (... – Narbona, 573), è stato re dei Visigoti dal 568 fino alla sua morte.

## Origine
Secondo lo storico Rafael Altamira y Crevea Liuva e Leovigildo erano fratelli del loro predecessore, il re dei visigoti Atanagildo, quindi di nobile famiglia visigota della città di Siviglia, nella Betica, di cui non si conoscono gli ascendenti.

Il Diccionario biográfico español, Real Academia de la Historia, sostiene che Liuva discendeva da una famiglia di origine ostrogota, presumendo che il padre fosse il generale ostrogoto, Liuvirit, che, negli anni tra il 523 ed il 526, operò tra la Gotia e la penisola iberica, imparentato con nobili famiglie visigote, molto potenti in Settimania. 

L'Europa nel 565; il regno dei Visigoti, durante il regno di Liuva I, occupava gran parte della penisola iberica e la Gotia, nella Gallia sud-occidentale

## Biografia
Nel dicembre del 567, ancora secondo Rafael Altamira y Crevea o nel 568, secondo il vescovo Giovanni di Biclaro nella sua Iohannis Abbatis Biclarensis Chronica, dopo che i suoi quattro predecessori erano stati assassinati dai loro cortigiani, il re dei visigoti Atanagildo morì nel suo letto, a Toledo, come confermano il vescovo, Isidoro di Siviglia e il Chronicon Albeldense. 

Il Chronica Regum Visigotthorum cita Atanagildo, confermando che fu re per quindici anni e sei mesi oppure quattordici anni (Athanagildus regnavit annos XV et menses VI alias XIV); il Chronicon Albeldense conferma che Atanagildo regnò quattordici anni, combatté i Bizantini, e morì di morte naturale a Toledo.
Dopo la morte di Atanagildo, secondo Isidoro di Siviglia, dopo 5 mesi di regno vacante, nella primavera del 568, venne eletto re Liuva, come riportano la Iohannis Abbatis Biclarensis Chronica e Isidoro di Siviglia.
Il Diccionario biográfico español, Real Academia de la Historia, riporta che, nel 569 i re dei Franchi di Austrasia, Sigeberto I e di Burgundia Gontrano, invasero la Settimania e posero l'assedio ad Arles, che fu attaccata e presa da Gontrano. Liuva allora decise di rimanere in Settimania, per poterla difendere meglio, e governò anche, a sud dei Pirenei, la provincia Tarraconense mentre le altre province Cartaginense, Lusitania e parte della Betica le affidò al fratello Leovigildo, dopo averlo associato al trono, come conferma anche Isidoro di Siviglia.

Dato che il regno visigoto nella penisola iberica, con capitale Toledo, era governato da Leovigildo, la Chronica Regum Visigotthorum riporte che Liuva regnò per un solo anno 
(Liuva regnavit annum I).

Anche il vescovo Gregorio di Tours, riporta che un anno dopo la sua elezione, Liuva I associò al regno il fratello minore Leovigildo.

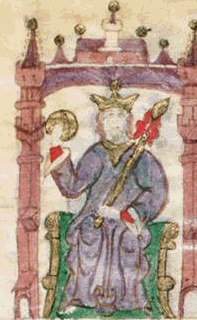
Liuva I

Leovigildo riuscì a mantenere unito il regno nella penisola iberica, come conferma anche Fontaine Jacques nel suo scritto Isidoro de Sevilla: El hermano menor de un gran hermano mayor, contenendo gli attacchi dei Bizantini,  mentre nel nord subì gli attacchi dei Vasconi dei Paesi Baschi, dei Cantabrici e degli Asturiani; infatti, secondo Giovanni di Biclaro, un cronista vissuto in quel periodo, asserì che l'Hispania Ulterior non era nelle mani dei Visigoti, ma il sud era bizantino, mentre il nord (città quali Oviedo, León, Palencia, Zamora, Ciudad Rodrigo, ecc..) era indipendente, governato da principi e governatori appartenenti alla nobiltà ispano-romana.
Liuva, nonostante lo stato di guerra riuscì ad allacciare rapporti commerciali e culturali con l'impero Bizantino e con tutta l'area del Mediterraneo
In quel periodo la lingua dei Visigoti non era più germanica, ma era già stata alterata dal Latino che era parlato nella penisola iberica che sarebbe poi divenuto spagnolo, catalano e portoghese.
Liuva, nel 573, morì nel suo letto, come conferma anche Giovanni di Biclaro. 

Il Chronicon Albeldense riporta che Liuva regnò 3 anni a Narbona, mentre cedette il governo della penisola iberica al fratello Leovigildo.
Gli succedette il fratello, Leovigildo, che divenne unico re, come conferma Gregorio di Tours.

## Discendenti
Di Liuva non si conosce alcuna discendenza..

### Fonti primarie
- (LA)  Chronica Regum Visigotthorum, España Sagrada Tomo II.
- (LA)  Isidori Historia Gothorum, Wandalorum, Sueborum, De origine Gothorum.
- (LA)  Anastasii abbatis opera omnia.
- (LA)  Monumenta Germaniae Historica, Auctorum antiquissimorum, tomus XI, Iohannis Abbatis Biclarensis Chronica.
- (LA)  "Saint+Gregory+(Bishop+of+Tours)"&printsec=frontcover Historia Francorum.

### Letteratura storiografica
- Rafael Altamira, La Spagna sotto i Visigoti, in Storia del mondo medievale, vol. I, 1999,  pp. 743-779.
- (ES)  Fontaine Jacques, Isidoro de Sevilla: El hermano menor de un gran hermano mayor